# Teleogryllus himalayanus
Teleogryllus himalayanus är en insektsart som först beskrevs av Lucien Chopard 1928.  Teleogryllus himalayanus ingår i släktet Teleogryllus och familjen syrsor. Inga underarter finns listade i Catalogue of Life.